# Waldi
Waldi fue la mascota de los Juegos Olímpicos de Múnich 1972, creada por los diseñadores alemanes Elena Winschermann y Otl Aicher. La mascota representaba a un perro salchicha (Dachshund) de varios colores, raza característica de la región alemana de Baviera.
Waldi fue la primera mascota de unos Juegos Olímpicos y se caracterizaba por ser colorido, dado que la cabeza y la cola eran de color azul claro, y el cuerpo estaba formado por franjas amarillas y verdes, todos los anteriores colores estaban contenidos en los aros olímpicos.
La mascota tuvo una gran acogida y se reprodujo en numerosos objetos como camisetas, peluchos y otros artículos, lo que provocó que desde entonces las olimpiadas contaran con una mascota.

## Historia

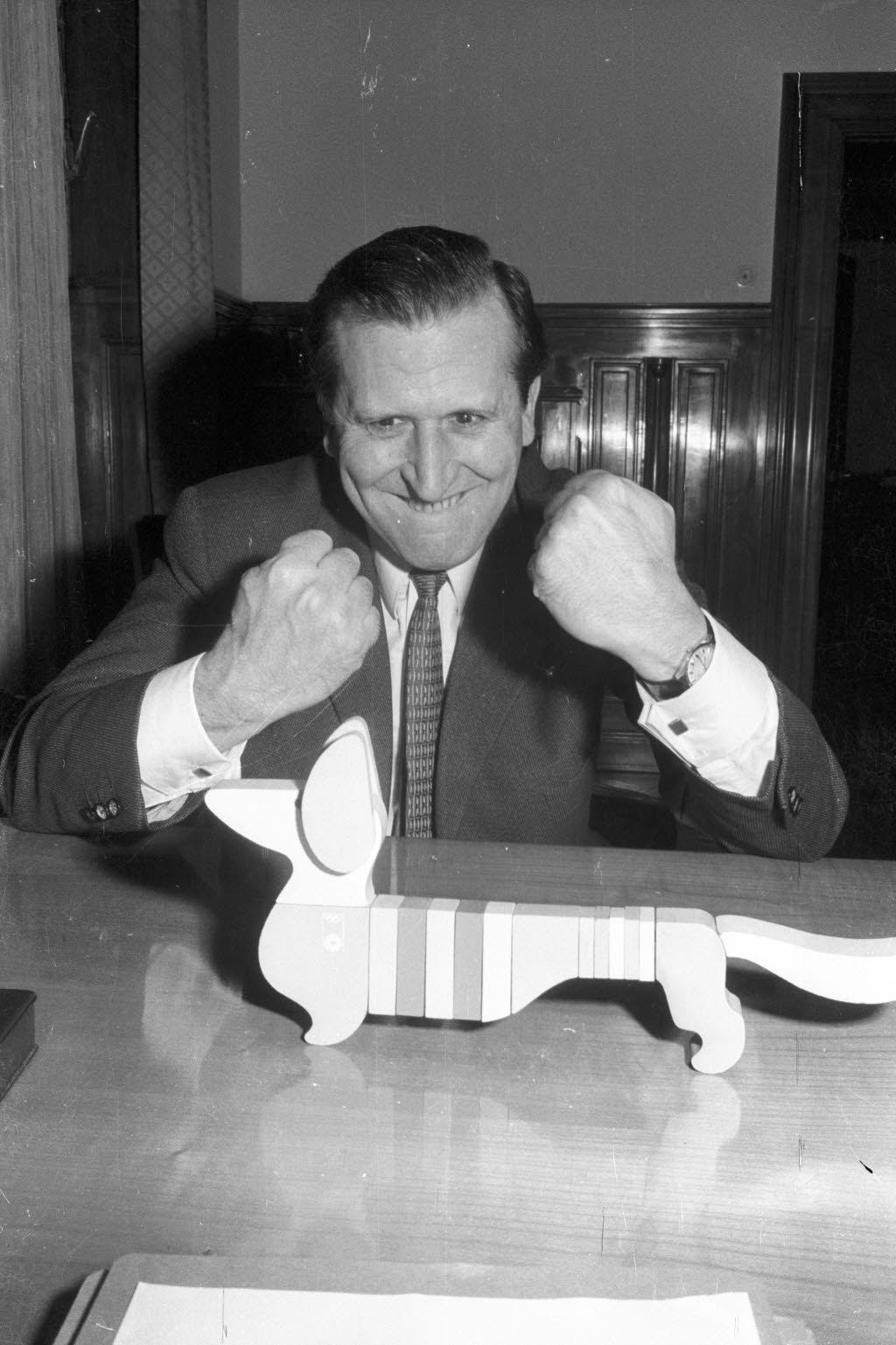
Günther Bantzer con un diseño de Waldi, años 70.

El personaje fue creado el 15 de diciembre de 1969, durante un evento navideño organizado por el comité organizador de las olimpiadas de 1972.
Los registros indican que a los asistentes al evento se les dieron barras de plastilina, lápices de colores y hojas en blanco, con el objetivo de que diseñaran bocetos para que se escogiera una mascota para las justas de Múnich. El boceto definitivo fue creado por Elena Winschermann, quien se inspiró en la mascota que el presidente del comité, Willi Daume, le obsequió al presidente de la Asociación Internacional de Prensa, Félix Lévitan. El animal era un perro salchicha llamado Cherie von Birkenhof.
Aprobada la mascota, fue llevada a cabo por el diseñador Oti Aicher, quien le dio como fecha de nacimiento ficticia el 14 de mayo de 1946.